# Colle di Mezzo
Colle di Mezzo è un rilievo dei Monti del Cicolano che si trova nel Lazio, nella provincia di Rieti, nel comune di Antrodoco.